# Topolj M
RT-2UTTH Topolj M (NATO oznaka SS-27 Sickle-B) ruski je mobilni interkontinentalni projektil. Topolj M je prvi interkontinentalni projektil koji je Rusija razvila posle raspada Sovjetskog Saveza.

## Razvoj
Interkontinentalna raketa Topolj M je dalji razvoj rakete SS-25 Sickle. Sistem je nastao kao reakcija na planove Sjedinjenih Američkih Država za izgradnju raketnog odbrambenog štita (NMD). 
Godine 1991. počelo se sa razvojem ovog sistema u projektantskom birou MITT (Moskovski institut za termičku tehniku).
Dve rakete su isporučene 1997. ruskoj vojsci koja ih je uputila u oblast Saratov.
Nova mobilna lansirna rampa je uspešno testirana 24. decembra 2004. godine, a u decembru 2006. počela je isporuka sistema Ruskoj vojsci.
Topolj-M je trostepena raketa na čvrsto gorivo. U izradi se koriste moderni kompozitni materijali, a proizvodi se u fabrici mašina Votkin.
Iz Topolj-M su izvedene rakete: Bulava SLBM (varijanta za opremanje podmornica), te RS-24 koja je prvi put testirana 2007. godine (pouzdano se samo zna da je nešto teža od Topolj M, a pretpostavlja se da ima sposobnost višestrukog menjanja putanje do cilja).

## Tehnologija
Raketni sistem Topolj M je smešten na vrlo pokretljivom robusnom terenskom vozilu MZKT-79221, a jedno vozilo je opremljeno sa po jednom raketom.
Zbog mogućnosti brzog premeštanja, protivniku je teško da pronađe ovaj sistem te se u eventualnom ratu ne može računati sa preventivnim uništavanjem.
Projektil je opremljen s MIRV nuklearnim bojnim glavama čija je eksplozivna snaga 550 kT. Tehnologija odabiranja ciljeva i upravljanja je vrlo napredna i ima preciznost od 350m.
Bojna glava je sposobna da tokom leta prema cilju promeni svoju balističku putanju u polubalističku. Time je smanjena mogućnost njenog presretanja projektilima iz antiraketnog štita koji trenutno razvijaju SAD-a. Stručnjaci iz SAD-a i NATO-a procenili su da je Topolj-M izvanredno oružje za drugi udar u nuklearnom ratu i vrlo dobro oružje za početni nuklearni napad.

## Status
Početkom 2008. godine ruska vojska je imala 54 Topolj-M u podzemnim silosima u blizini Tatiseva i 6 mobilnih sistema u području Tejkova.  Do 2015. je planirao proizvodnja još 120 sistema. NATO procenjuje da je sledeće mesto postavljanja projektila u područje Uzhura, gde će Topolj-M zameniti projektile R-36MUTTH (NATO oznaka: SS-18)

## Tehnički podaci Topolj M
- Borbeni sistem: RS-12PM Topolj-M
- Navigacija: Inercijalna i GLONASS
- NATO oznaka: SS-27 Sickle-B
- Uvođenje u naoružanje: 1997. godine
- Pogon: 3 stepena na čvrsto gorivo
- Dužina: 22.70
- Prosečan prečnik trupa: 1.86
- Težina: 47.200
- Težina bojne glave: 1.200
- Bojeva glava: MIRV 550 kt
- Uspešan domet: 10.500
- Preciznost pogotka: Ispod 350

## Spoljašnje veze
- YouTube: Lansiranje satelita pomoću Toplj M rakete